# 群馬県立沼田女子高等学校
群馬県立沼田女子高等学校（ぐんまけんりつ ぬまたじょしこうとうがっこう）は、群馬県沼田市にあった県立高等学校（女子校）。通称は沼女（ぬまじょ）。
群馬県立沼田高等学校との統合に伴い2025年3月31日に閉校した。

## 概要
1921年（大正10年）に利根郡立実業学校（現在の群馬県立利根実業高等学校）の女子部が廃止されたため、同年4月、その生徒を収容して沼田町立沼田実科高等女学校として開校した。
学校の敷地は、隣接する沼田公園や沼田市立沼田小学校とともに沼田城の一部であった。中庭には邂逅庵（かいこうあん）という和室があり、茶道部が利用している。沼女祭（ぬまじょさい）と称する文化祭が隔年で開催されている。
英語コースが設置されており、国際交流の取り組みとして、ニューヨーク・タコニックヒルズ高校交換プログラムを実施。1975年度からアメリカ合衆国ニューヨーク州のタコニックヒルズハイスクールと姉妹校となり、毎年3月に約1ヶ月間の短期留学を行っている。
2009年度（平成21年度）に群馬県立沼田高等学校と統合し、男女共学の新高校となる予定であった。しかし両校から統合反対運動が活発に行われたことで、群馬県議会は2006年（平成18年度）末に「2009年度にこだわらない」として統合が延期された。その後も沼田市・利根郡地域の過疎化に伴う生徒数の減少が著しいことから、2018年（平成30年）6月には沼田市議会で統合再編を求める意見書が可決された。
2025年（令和7年）3月、旧・沼田高校と沼田女子高校を統合した新たな群馬県立沼田高等学校が開校することに伴い閉校となった。

## 学科
- 全日制課程
  - 普通科
    - 普通コース
    - 英数コース

## 教育目標
- 1.本校の生徒であることに誇りを持ち、謙虚な気持ちで勉学に励む心を育む。
- 2.国際的な視野に立ち、自らの人生や新しい社会を切り拓く力を身につけさせる。
- 3.明朗で節度を守り、社会の一員として広くその発展に貢献しようとする高い道徳性を培う。
- 4.感謝と思いやりの心を持ち、より高きもの、より美しきものにあこがれる態度を養う。

## 沿革

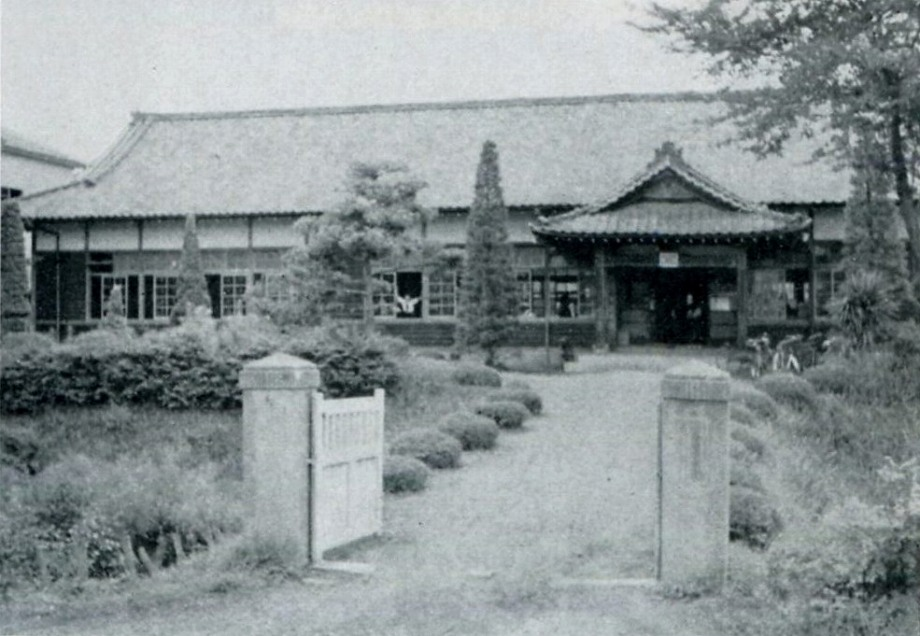
1952年頃の沼田女子高等学校

- 1921年4月9日 - 沼田町立沼田実科高等女学校として開校。昼間定時制家政科を設置。
- 1923年4月1日 - 群馬県沼田高等女学校に改称。
- 1924年4月1日 - 県立移管、群馬県立沼田高等女学校に改称。
- 1948年4月1日 - 学制改革により、群馬県立沼田女子高等学校に改称。普通科を設置。
- 1948年11月1日 - 定時制課程を併設。
- 1975年 - アメリカ合衆国ニューヨーク州のタコニックヒルズハイスクールと姉妹校提携。
- 1984年3月31日 - 定時制課程を廃止。
- 2025年3月31日 - 群馬県立沼田高等学校との統合に伴い閉校[1]。沼田女子高校と旧・沼田高校の在校生徒は全員、新たな群馬県立沼田高等学校へ転学となる[1][2]。

## 校歌
- 校歌 - 作詞：生方たつゑ、作曲：信時潔 1942年制定[3]。

## 校章
1948年4月に高等女学校から女子高等学校になった際に、桔梗花の中にペンを交差し、その上に「高」の字を表した校章を制定したが、学生からは不評だった。そのため、1951年4月にひらめく旗の中に「高」の字を表した現在のものに改めた。

## 最寄駅
- 東日本旅客鉄道上越線沼田駅

## 著名な出身者
- 野沢雅子（女優・声優）
- 馮智英（NHK「おかあさんといっしょ」初代たいそうのおねえさん）
- つのだりょうこ（同18代目うたのおねえさん）
- 中山弘子（元新宿区長、東京23区初の女性区長）
- 櫛渕万里（衆議院議員）
- 内田伸子（お茶の水女子大学名誉教授）
- 池田実穂（木版画家）